# Slagelse Forenede Håndboldklubber
Slagelse FH (Slagelse Forenede Håndboldklubber) é um clube feminino de handebol profissional da Dinamarca da cidade de Slagelse.

## Títulos
- Liga dos Campeões da Europa (3) em 2004, 2005 e 2007
- Copa EHF em 2003